# Gert Keunen
Gert Keunen (°1969, Gent) is een Vlaams muziekpublicist, componist en frontman van de muzikale projecten Briskey en Briskey Big Band. Hij is tevens professor muziekgeschiedenis en muziekindustrie aan de Fontys Rockacademie in Tilburg, de Provinciale Hogeschool Limburg, de Hogeschool Gent Conservatorium en het Rits. Als auteur van naslagwerken als "Surfing On Pop Waves" en "Pop, een halve eeuw beweging" werd hij in Vlaanderen een belangrijk aanspreekpunt in het professionele muziekleven. Keunen is getrouwd met Libelia De Splenter.

## Biografie

### Muzikale kameleon
Ondertussen is Keunen al twintig jaar actief in de Belgische muziekindustrie en dat in verschillende gedaanten. Gert Keunen is klassiek geschoold als dwarsfluitist en speelde op jonge leeftijd al akoestische en elektrische gitaar. Na een studie als vrije student aan de Jazzstudio in Antwerpen maakte hij in 1993 en 1994 deel uit van verscheidene projecten waarin hedendaagse muziek, rock en jazz met elkaar werden verzoend. Hij musiceerde samen met toonaangevende muzikanten uit Vlaanderen waaronder Vincent d'Hondt, Johan De Smet, Peter Vermeersch en Piet Jorens.
Gert Keunen paste zijn muzikale achtergrond later toe op samplers en sequencers en zette op die wijze een eerste stap naar de
nieuwe elektronische muziek. Hij deed dit bijvoorbeeld met het project Vinyl Requiem dat hij samen met de Britse
geluidskunstenaar Philip Jeck in Gent, Hamburg en Londen opvoerde.
Tezelfdertijd was Keunen ook actief als muziekrecensent voor onder meer De Morgen, De Standaard en Gonzo Circus. Hij schreef artikels voor tijdschriften zoals Etcetera en Dietsche Warande & Belford. Daarnaast fungeerde hij vier jaar lang als programmeur voor de concertzaal De Vooruit in Gent, was hij twee jaar label manager bij Zomba/Rough Trade en zetelde hij in de adviescommissie Muziek van de Vlaamse Gemeenschap. Hij is doctor in de Sociologie en voerde een cultuursociologisch onderzoek naar de structuur en werking van popmuziekcircuits, de creatie van reputatie en de impact van de digitalisering in de muziekwereld. Sinds 2007 fungeert Keunen als Juryvoorzitter van de Popthesisprijs van Poppunt.

### Projecten

#### Briskey
Gewapend met een Atari computer en een oude versie van Cubase ontdekte hij in de jaren negentig de kracht van elektronische beats en samples. Een remix van Groove Armada's 'Ghost Track Man ' (2000) en enkele maxisingles luidden niet veel later het begin in van zijn muzikale carrière onder de naam Briskey. De singles trokken de aandacht van deejays als Gilles Peterson en Rush Dewberry die de songs dan ook opnamen in hun playlists.
Eind 2003 verscheen Briskeys debuutplaat "Cucumber Lodge". De combinatie van jazz en elektronica, samples en live-instrumenten werden warm onthaald door Studio Brussel en Radio 1 en de fanbasis van Briskey werd almaar groter. Het succes van "Cucumber Lodge" resulteerde in een nominatie voor de ZAMU Awards (vandaag de MIA's genaamd). De muziek werd gebruikt als achtergrondmuziek voor VRT-programma's als Man Bijt Hond en Terzake. Enkele tracks werden gelicenseerd voor verscheidene Europese verzamelaars zoals Saint Germain Des Prés Café.
Gert Keunens muziek werd tot dan toe nog niet live opgevoerd, maar daar kwam snel verandering in. De muziek werd tot leven gebracht door professionele muzikanten als Bart Maris (Flat Earth Society), Isolde Lasoen (Daan), Nicolas Roseeuw (De Dolfijntjes) en Dorona Alberti (Gare du Nord) die de samples, beats, allerlei jazzelementen en zang met elkaar weten te verzoenen. De groep gaf optredens in concertzalen als de Ancienne Belgique, De Vooruit, De Muzikodroom en Petrol.
Hun tweede album "Scarlett Road House" uit 2006 bracht Briskey op allerlei Europese festivals zoals het Bluenote Festival, Boomtown Festival, North See Festival (NL), Amersfoort Jazz Festival (NL), Arezo Wave Festival en RomaEuropa Festival in Italië. De muziek op "Scarlett Road House" was beduidend minder loungy dan zijn voorganger, maar iets krachtiger en harmonieuzer. In 2007 reikte het succes van Briskey tot in Japan waar een platenfirma een eigen verzamelaar van de groep uitbracht.
In 2009 verscheen "Before - during - after", de derde studioplaat van Briskey met 10 nieuwe songs. Een donker, traag slepend jazzy trippopgeluid staat centraal op het album. De Vlaamse Lady Linn fungeerde als gastzangeres op het album.

#### Briskey Big Band
Naast zijn project Briskey vond Gert Keunen het een goed idee om de songs van Briskey te laten uitvoeren door een solide, eigentijdse bigband van een 15-tal muzikanten. De sterke ritmes en afwisselende blaaspartijen waar Briskey Big Band voor staat, zijn duidelijk verschillend aan de gewone Briskey dat eerder staat voor rustige, instrumentale en filmische muziek.

#### Andere projecten
Samen met het Hermes Ensemble onder leiding van Koen Kessels richtte Gert Keunen het Pink Floyd project op. De experimentele groep treedt sporadisch op met klassieke herwerkingen van Pink Floydsongs als A Saucerful of Secrets en Atom Heart Mother. Het Pink Floydproject van Gert Keunen speelde onder meer in 2004 op het Klarafestival en het Festival van Zeeuwsch Vlaanderen in Terneuzen.
Daarnaast brengt Gert Keunen zijn eigen Keun-bier op de markt.

## Discografie

### Briskey
Remixes
- Groove Armada - I See You Baby (Mr.Keun's Latino Reshake) (2000)
- Buscemi - Ghost Track Man (Briskey's remix) (2004)

Maxi's
- Lovelier Without Make-Up/Conchita's Cabin (2001)
- Ready When You Are/La Darsena (2002)
- Galactic Jack/Caffe Cino (2003)
- Kosmo & Yahoodi (2005)

Albums
- Cucumber Lodge (2003, Downsall Plastics)
- Scarlett Road House (2006, Downsall Plastics)
- Japanese special edition release (2006, Rambling Records)
- Before - during - after (2009, Terra Notta)

### Briskey Big Band
- Briskey Big Band - Live at Ancienne Belgique (2008, Terra Notta)